# جورج بوين (سياسي)
جورج بوين (بالإنجليزية: George Bowen)‏ هو محامي وسياسي أمريكي، ولد في 28 سبتمبر 1831، وتوفي في 22 يناير 1921. نشط حزبياً في الحزب الجمهوري. وقد انتخب عضو مجلس ولاية نيويورك.